# Cabares
Cabares là một chi bướm ngày thuộc họ Bướm nâu.